# Hoštice (Zlín)
Hoštice (in tedesco Hoschtitz) è un comune della Repubblica Ceca facente parte del distretto di Kroměříž, nella regione di Zlín.